# Liotrigona parvula
Liotrigona parvula là một loài Hymenoptera trong họ Apidae. Loài này được Darchen mô tả khoa học năm 1971.